# Compuesto inorgánico
Se denomina compuesto químico inorgánico a aquellos compuestos que están formados por distintos elementos, pero en los que su componente principal no siempre es el carbono, siendo el agua el más abundante. En los compuestos inorgánicos se podría decir que participan casi la totalidad de elementos conocidos.
Mientras que un compuesto orgánico se forma de manera natural tanto en animales como en vegetales, aunque también el hombre ha logrado crear dichos compuestos de forma artificial en condiciones de laboratorio[cita requerida], uno inorgánico se forma de manera ordinaria por la acción de varios fenómenos físicos y químicos: electrólisis, fusión, etc. También podrían considerarse agentes de la creación de estas sustancias a la energía solar, el agua, el oxígeno.
Los enlaces que forman los compuestos inorgánicos suelen ser iónicos o covalentes.
Ejemplos de compuestos inorgánicos:
- Cada molécula de cloruro de sodio (NaCl) está compuesta por un átomo de sodio y otro de cloro.
- Cada molécula de agua (H2O) está compuesta por dos átomos de hidrógeno y uno de oxígeno.
- Cada molécula de amoníaco (NH3) está compuesta por un átomo de nitrógeno y tres de hidrógeno.
- El dióxido de carbono se encuentra en la atmósfera en estado gaseoso y los seres vivos aerobios lo liberan hacia ella al realizar la respiración. Su fórmula química, CO2, indica que cada molécula de este compuesto está formada por un átomo de carbono y dos de oxígeno. El CO2 es utilizado por algunos seres vivos autótrofos como las plantas en el proceso de fotosíntesis para fabricar glucosa. Aunque el CO2 contiene carbono, no se considera como un compuesto orgánico porque no contiene hidrógeno.

## Elementos químicos
Aunque en su composición intervienen los 93 elementos naturales de la tabla periódica, los compuestos inorgánicos existen en menor medida que los orgánicos en cantidad y variedad
Los compuestos orgánicos, formados mayoritariamente por C, H, O, N, S, por este orden y con mucha menor presencia de otros elementos en su composición, se cuentan entre los más numerosos. Esto se debe a la gran capacidad del carbono de formar cadenas larguísimas y ramificadas.

### Metales

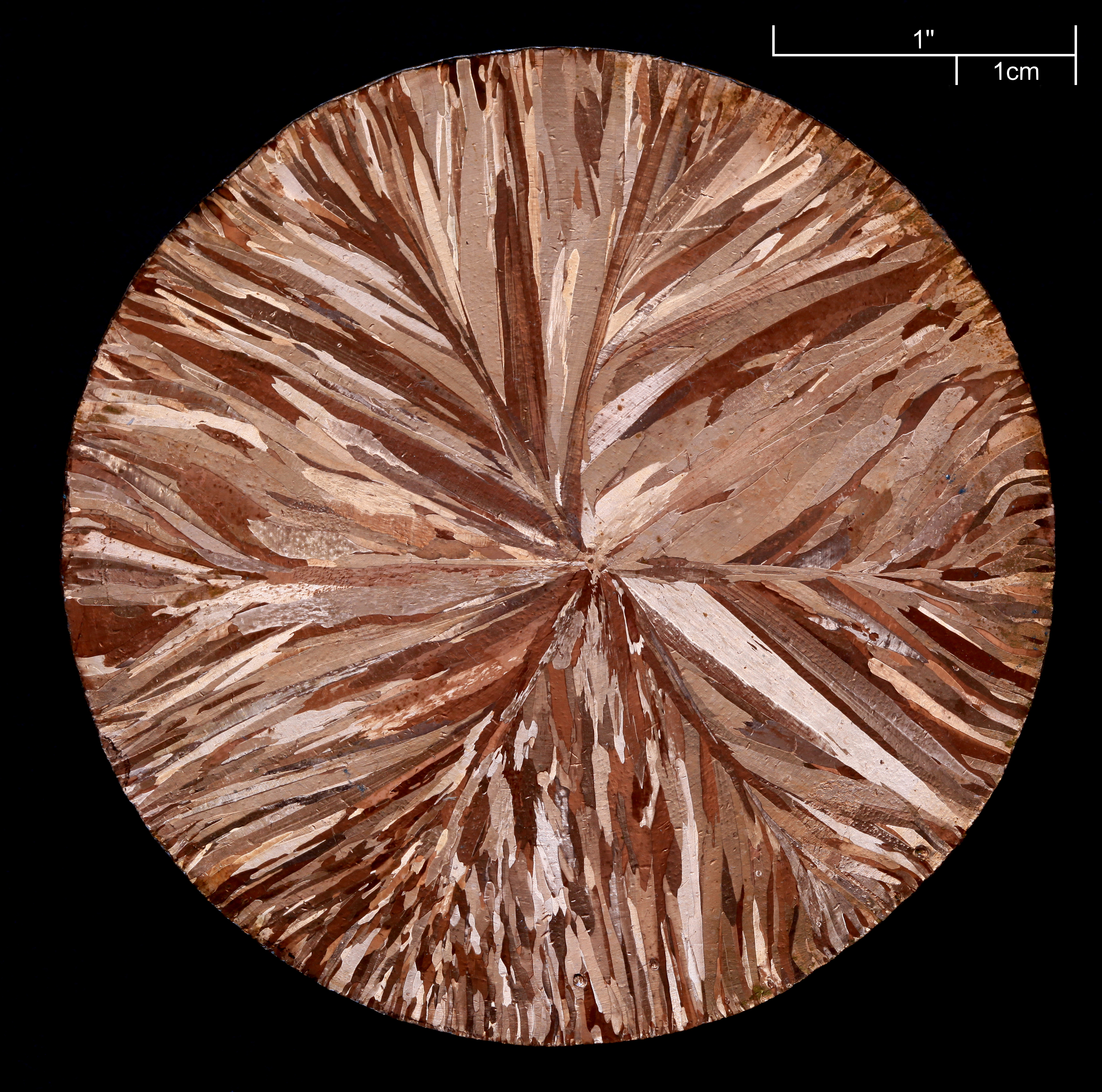
Disco de cobre realizado mediante fundición continua, grabado.

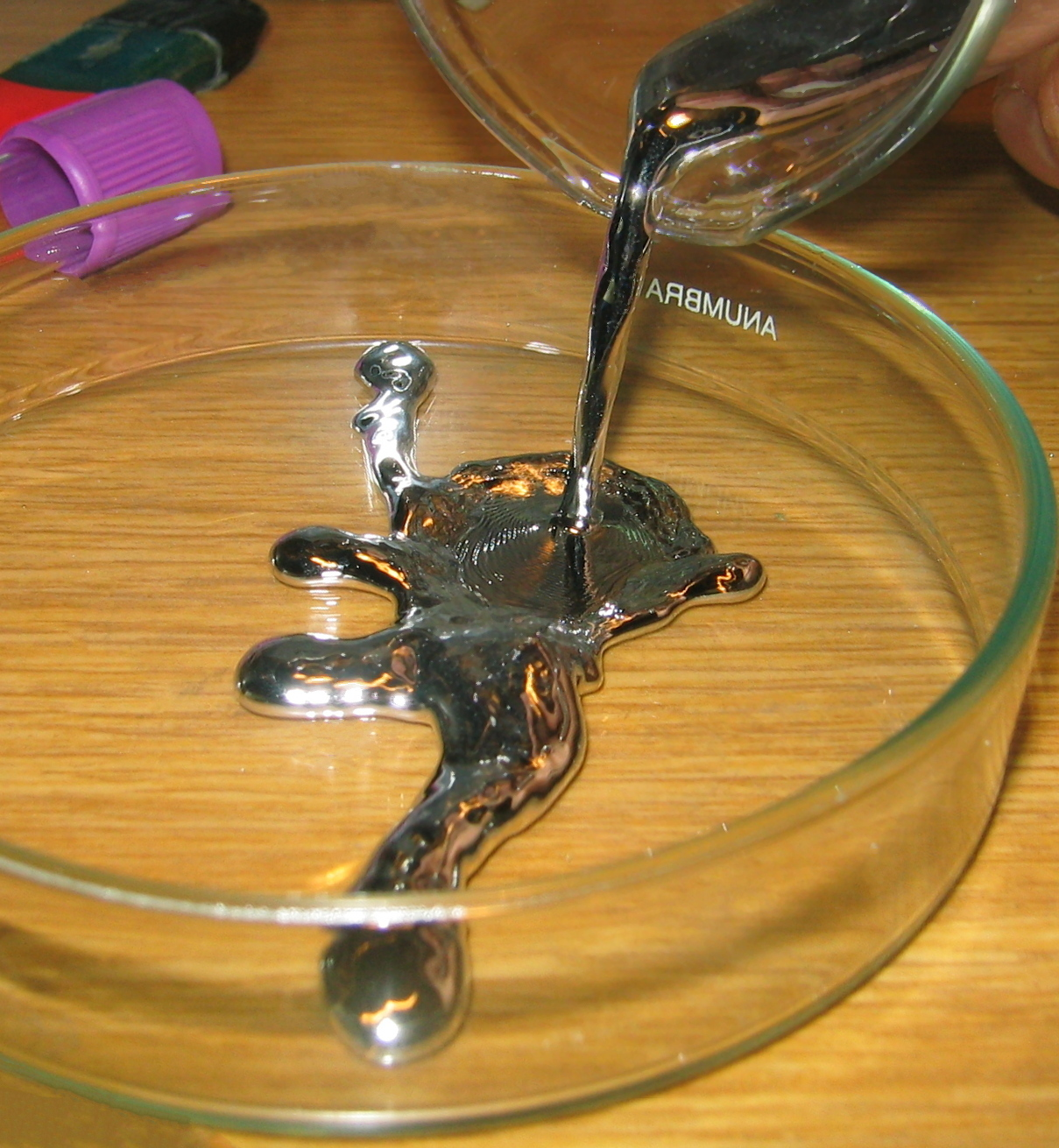
Mercurio a temperatura ambiente.

Del centenar de elementos de la tabla periódica, el 76% son metales.
Ya entre el 3000 y el 2000 a. C. La gente extraía metales como estaño, cobre, plata y hierro de los minerales. Los metales se obtenían calentando minerales a altas temperaturas.
Con excepción del mercurio, todos los metales son sólidos a temperatura ambiente y pueden licuarse calentándolos. La buena conformabilidad de los metales licuados para la producción de objetos cotidianos todavía se utiliza a gran escala en la actualidad. Las propiedades del metal son la conductividad para Calor y Corriente.
Desde el siglo XIX, los metales se pueden obtener mediante electricidad (electrólisis y refinado electrolítico). Se descubrieron nuevos metales, como el aluminio y los metales alcalinos y alcalinotérreos.
Para muchos campos de aplicación se necesitan metales ligeros como el aluminio o el titanio]], para que aviones, automóviles, vehículos ferroviarios y máquinas no consuman demasiada energía.
Debido a su alta dureza y resistencia a la temperatura, el hierro es el metal más utilizado en la construcción de automóviles. La superficie del hierro tiende a oxidarse cuando se expone a la humedad. A principios de los años 80, muchos vehículos todavía mostraban importantes signos de oxidación. Diez años más tarde, muchos vehículos ya disponían de un galvanizado antioxidante.
Los metales se utilizan como baterías y acumuladores para generar electricidad. En las económicas pilas de zinc-carbonos, el zinc se oxida a sal de zinc durante la producción de energía. Otras pilas importantes son las de hidruro de níquel-metal (recargables), las de litio (muy ligeras) o los económicos acumuladores de óxido de plomo-plomo (recargables).
Las [aleaciones]] de metales pueden tener a veces mejores propiedades que los elementos puros. El duraluminio]] es una mezcla de magnesio, cobre y aluminio y es más duro que el aluminio puro. El metal de madera es una aleación de bismuto, plomo, cadmio y estaño con un punto de fusión muy bajo; se utiliza para moldes fusibles. Otras aleaciones metálicas importantes son el bronce de cobre y estaño, el latón de cobre y zinc y el acero, una aleación de hierro con diversos aditivos.
Algunos metales pueden combinarse con no metales para formar estructuras cristalinas con nuevas propiedades. El silicio se combina con germanio, indio o arsénico. Estos cristales se utilizan como semiconductores (diodos y diodos emisores de luz) en electrónica.
Otros metales, como el tántalo, se utilizan como condensadores en electrónica.
Los metales o iones metálicos actúan como catalizadores en reacciones en fase gaseosa o líquida, por ejemplo el hierro en la síntesis del amoníaco o los iones de aluminio en la síntesis del polietileno.

### Sales, minerales

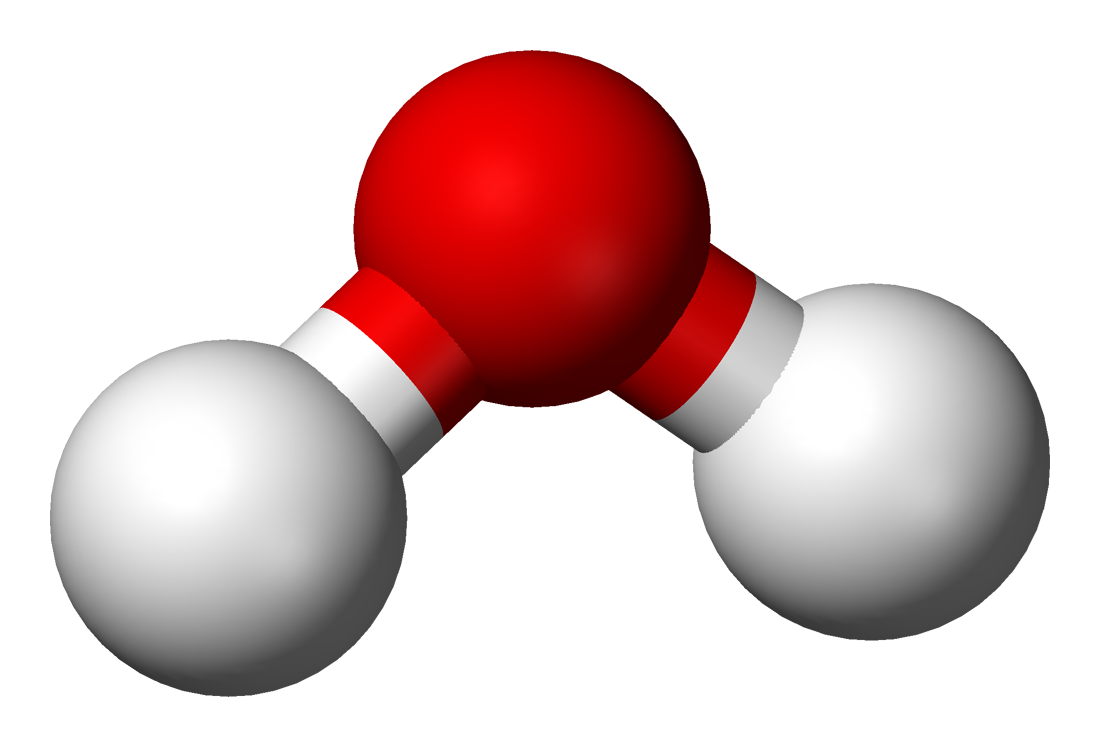
Molécula de agua.

El agua es una sustancia importante en la química inorgánica, tiene enlaces covalentes polarizados entre los átomos y puede disolver bien muchas sales inorgánicas. El intervalo de temperaturas entre los puntos de congelación y ebullición del agua permite la vida en nuestro planeta gracias a la solubilidad de las sustancias inorgánicas y orgánicas en el agua líquida.
Las sales inorgánicas difieren en su solubilidad en el agua.
Debido a la diferente solubilidad en agua, las sales pueden separarse muchas veces por filtración.
La mezcla de dos sales solubles en agua -por ejemplo, cloruro de bario y sulfato de sodio- puede dar lugar a la formación de una sal poco soluble (sulfato de bario). Si el producto de solubilidad de una sal es bajo, precipita.
Muchos cationes metálicos forman sulfuros poco solubles con aniones sulfuro en una disolución.
Eligiendo los ácidos y bases adecuados, ciertos grupos de elementos químicos pueden enriquecerse y determinarse como precipitados de sulfuro. En química analítica, la precipitación de sulfuros es un importante proceso de separación de cationes metálicos.

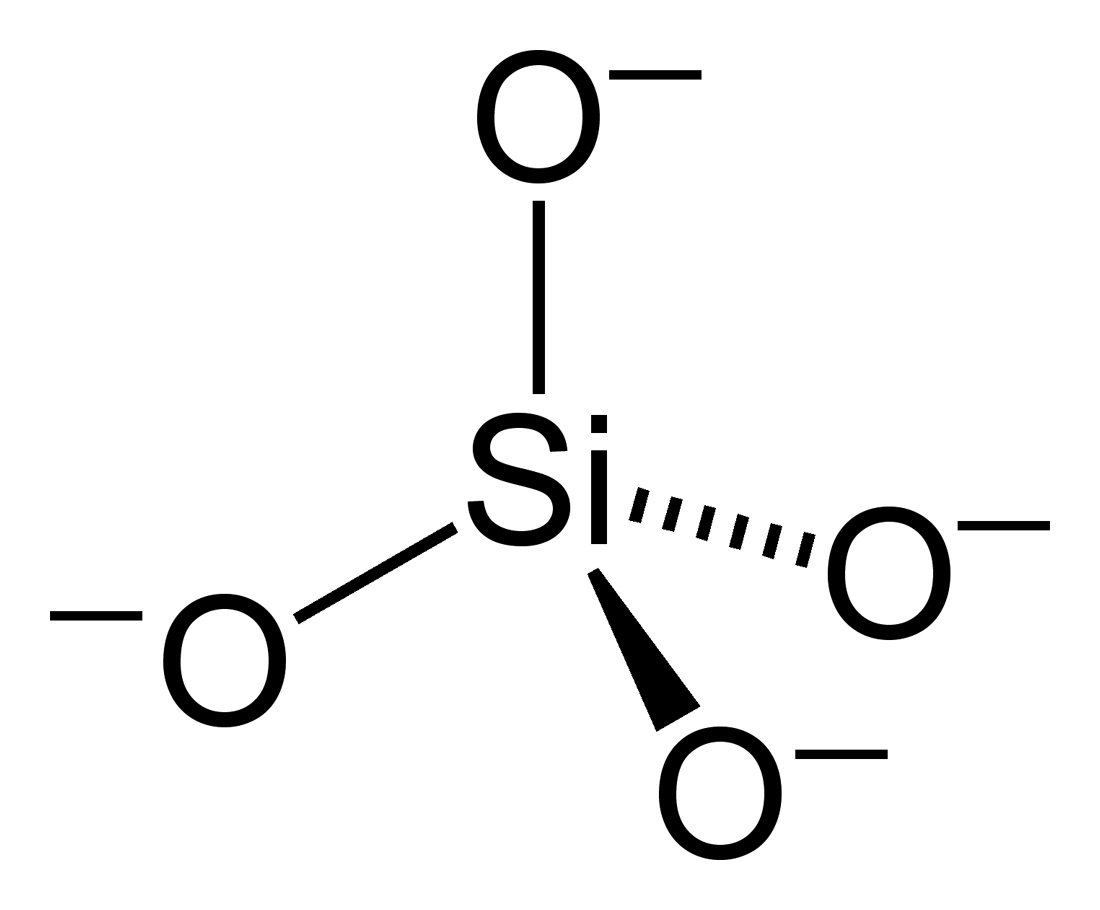
Anión silicato tetraédrico.

Las rocas y los minerales también contienen cationes metálicos. Los metales de las rocas suelen estar presentes en forma de silicatoss y éstos no son solubles en agua. Además de ácidos muy fuertes, los inorgánicos utilizan la sosa para disolver los componentes de las rocas.
El hormigón: Los silicatos son muy importantes, por ejemplo los silicatos de aluminio conocidos como minerales de arcilla. El cemento se produce mezclando esta arcilla con cal. Mezclando grava y piedra triturada con mortero de cemento se produce hormigón. Casi todos los edificios residenciales de Alemania contienen hormigón en alguna medida.
[File:Quarznormal.JPG|mini|El cuarzo se presenta de forma natural como guijarros ("pebbles").
porcelana: Otro tipo de arcilla es el caolín. Con cuarzo y feldespato, la arcilla se transforma en porcelana mediante cocción.
Vidrio: Si la arena de cuarzo se calienta a 1000 °C añadiendo la sal sosa, se forma vidrio.
Las sales poco solubles se utilizaban y se utilizan como pigmentos para colorear pinturas.
Las sales inorgánicas son de gran importancia como fertilizante. Estas sales suelen ser muy solubles en agua. A veces, una solubilidad demasiado alta no siempre es deseable a la hora de fertilizar. El sulfato amónico, el cloruro potásico y el abono fosfatado (menos solubles en agua) aumentan considerablemente la fertilidad del suelo.

## Formulación y nomenclatura de los compuestos inorgánicos
Los compuestos inorgánicos, presentan gran variedad de estructuras.
Según el número de átomos que componen las moléculas, estas se clasifican en:
- Monoatómicas: constan de un solo átomo, como las moléculas de gases nobles (He, Ne, Ar, Xe y Kr)
- Diatómicas: constan de dos átomos. Son diatómicas las moléculas gaseosas de la mayoría de elementos químicos que no forman parte de los gases nobles, como el dihidrógeno (H2) o el dioxígeno (O2); así como algunas moléculas binarias (óxido de calcio).
- Triatómicas: constan de tres átomos, como las moléculas de ozono (O3), agua (H2O) o dióxido de carbono (CO2).
- Poliatómicas: contienen cuatro o más átomos, como las moléculas de fósforo (P4) o de óxido férrico (Fe2O3).

### Compuesto binario
Un compuesto binario es aquel compuesto químico que contiene únicamente dos elementos químicos comunes.

#### Óxidos
Los óxidos son compuestos que resultan de la unión de oxígeno (O2) con cualquier elemento de la tabla periódica sea metal (óxidos básicos) o no metal (óxidos ácidos). Las nomenclaturas son las comunes, la Stock y la IUPAC.
Ejemplos de óxidos:
- Óxido de cloro (VII): Cl2O7
- Óxido de boro: B2O3
- Dióxido de carbono: CO2
- Dióxido de silicio: SiO2

#### Peróxidos
Los peróxidos son compuestos que resultan de la unión del grupo peróxido (-O-O- o O2-2) con un metal. En los peróxidos, el oxígeno tiene un número de oxidación o valencia -1. Se nombran utilizando el término «peróxido» seguido del nombre del metal. Se formula nombrando el metal (se simplifica si se puede) y se le añade una molécula de oxígeno y no se simplifica:
Ejemplos de peróxidos:
- Peróxido de oro (III): Au2(O2)3
- Peróxido de plomo (IV) : Pb(O2)2
- Peróxido de estaño (IV) : Sn(O2)2
- Peróxido de litio : Li2O2

#### Hidruros
Los hidruros son compuestos que resultan de la unión del anión hidruro (H-) con un catión metálico. Se nombran con la palabra «hidruro» seguida del nombre del metal.
Ejemplos de hidruros:
- Hidruro de litio: LiH
- Hidruro de berilio: BeH2

#### Sales binarias
Las sales binarias son combinaciones binarias entre un metal y un no metal.
Ejemplos de sales binarias:
- Cloruro de calcio: CaCl2
- Bromuro de hierro (III): FeBr3

### Compuestos ternarios
Un compuesto ternario es un compuesto que contiene tres elementos diferentes.

#### Hidróxidos
Los hidróxidos son los resultantes de la unión de un grupo hidróxido o hidroxilo con un metal. Se nombran usando el término «hidróxido» (OH-) seguido del nombre del metal mediante la nomenclatura de todos los elementos. 
- Hidróxido de sodio: NaOH
- Hidróxido de cobalto (III): Co(OH)3
- Hidróxido de germanio (IV): Ge(OH)4

#### Oxácidos
Los oxácidos son compuestos ternarios que se forman al combinarse un anhídrido (óxido ácido) con el agua, la mayoría de ellos responden a la fórmula general x= a*2*HaXbOc, donde X es ordinariamente un no-metal, aunque también puede ser un metal de transición con número de oxidación superior a 5.

## Historia de la química inorgánica

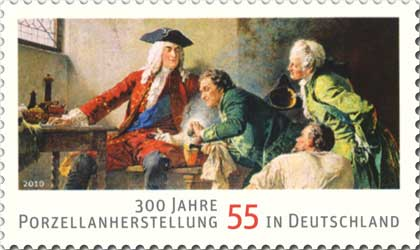
Sello conmemorativo del tricentenario de la producción de porcelana en Alemania

Muchas sustancias inorgánicas y algunas conversiones de sustancias inorgánicas ya se conocían en la antigüedad, por ejemplo la extracción de metales a partir de minerales como oro, plata, cobre, estaño, plomo, hierro y mercurio. También se utilizaban otros aspectos como la alfarería, la producción de vidrio en Egipto, la fabricación de porcelana (China), los colores minerales (blanco de plomo, plomo rojo, virutas verdes, cinabrio y oropimente). Además, se utilizaba azufre para fumar, cal como mortero para edificios residenciales, sales como sal de cocina para la preparación de alimentos, natrón para la producción de vidrio y jabón, salpeter como remedio y alumbre en curtidurías.
En la época alquímica, en el siglo XIII, se utilizaban métodos de producción para obtener ácido sulfúrico, ácido clorhídrico diluido, ácido nítrico (agua de separación para disolver la plata de las aleaciones de oro y plata) y agua regia (ácido clorhídrico y ácido nítrico para disolver el oro) son conocidos por los alquimistas árabes (escritos pseudo-Geber).
Los procesos de producción de ácidos fueron posteriormente mejorados de forma significativa por Johann Rudolph Glauber hacia 1650, quien también desarrolló un proceso para la obtención de ácido clorhídrico fumante.
En su obra principal El químico escéptico, Robert Boyle describió un alejamiento de las teorías aristotélicas de la alquimia hacia la investigación experimental y las conclusiones basadas en experimentos.
Fue significativa su tesis de que los elementos químicos están formados por pequeños átomos indivisibles e idénticos y los compuestos químicos están formados por una multitud de pequeños elementos diferentes.

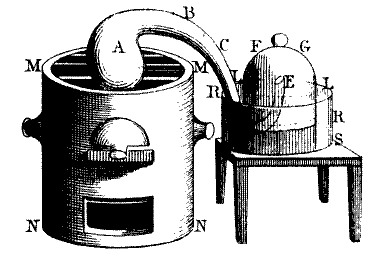
El aparato de Lavoisier para la descomposición del óxido de mercurio rojo. El famoso experimento del flogisto. Dibujo de Marie Lavoisier (1780).

Georg Ernst Stahl y Johann Joachim Becher desarrollaron hacia 1700 la teoría del flogisto.
Con esta teoría, que resultó ser incorrecta 80 años después, se podían interpretar químicamente los procesos de combustión, oxidación y reducción, así como la fermentación.
La razón de la interpretación errónea de la teoría del flogisto fue una sustancia (oxígeno) en el aire que aún se desconocía en aquella época.
Joseph Priestley realizó estudios con el aire y reconoció que éste contenía una sustancia que favorecía los procesos de respiración y la oxidación de los metales a óxidos metálicos. Calentando óxido de mercurio(II), Priestley pudo extraer la sustancia -que promueve los procesos de respiración y combustión- en forma gaseosa y determinar el contenido de esta sustancia en el aire. No fue hasta que Antoine Laurent de Lavoisier llegó a la conclusión, a partir de los hallazgos de Priestley, de que esta sustancia recién descubierta (el oxígeno) tenía que ser un elemento. Las conclusiones de Lavoisier confirmaron la teoría de los elementos de Boyle y los elementos se consideraron como una multitud de átomos idénticos e indivisibles. Un compuesto químico contiene varios elementos diferentes. Los metales oro, plata, cobre, estaño, plomo, zinc y los elementos no metálicos fósforo, azufre, carbono, oxígeno y nitrógeno se clasificaron como elementos puros.  Lavoisier también reconoció que la suma de los pesos de los productos inicial y final sigue siendo la misma para cada conversión de sustancias (ley de conservación de la masa). Las antiguas denominaciones alquímicas de las sustancias inorgánicas se cambiaron por una denominación racional con los respectivos componentes elementales de la mezcla de sustancias. La teoría de la oxidación de Lavoisier fue una innovación pionera en química, y los químicos posteriores tuvieron que encontrar los elementos puros.
El descubrimiento de la electricidad por Luigi Galvani y Alessandro Volta tuvo lugar casi al mismo tiempo. Esta columna voltaica permitió descomponer el agua en los elementos oxígeno e hidrógeno gaseoso y determinar con precisión la composición del agua determinando el volumen y el peso de los dos gases.
Humphry Davy pudo separar el sodio y el potasio como nuevos elementos utilizando la columna voltaica. John Dalton elabora la primera tabla de pesos atómicos de los elementos. Jöns Jacob Berzelius inventó un método para determinar los pesos atómicos muy precisos de los metales y otros elementos y desarrolló el lenguaje de fórmulas con una o dos letras latinas para etiquetar los elementos y relacionó los pesos atómicos relativos con el oxígeno como punto de referencia. Amedeo Avogadro formuló la hipótesis de que siempre debe haber el mismo número de partículas de un gas en espacios del mismo tamaño y a la misma temperatura. 
Posteriormente, la búsqueda de nuevos elementos químicos, la determinación de sus pesos atómicos relativos exactos y su caracterización mediante reacciones con otras sustancias fueron algunas de las tareas de los químicos inorgánicos.
Joseph Louis Gay-Lussac desarrolló la valoración y pudo determinar el contenido cuantitativo de elementos individuales en un compuesto inorgánico. Más tarde, se utilizó la separación electrogravimétrica para determinar el contenido de muestras minerales.
Robert Bunsen mejoró el método de generación de electricidad desarrollando una pila de zinc-carbono. En su laboratorio se obtuvieron los nuevos elementos magnesio, cromo y estroncio.
La análisis espectral desarrollada por Bunsen condujo al descubrimiento de los elementos cesio y rubidio, y más tarde del helio por William Ramsay.

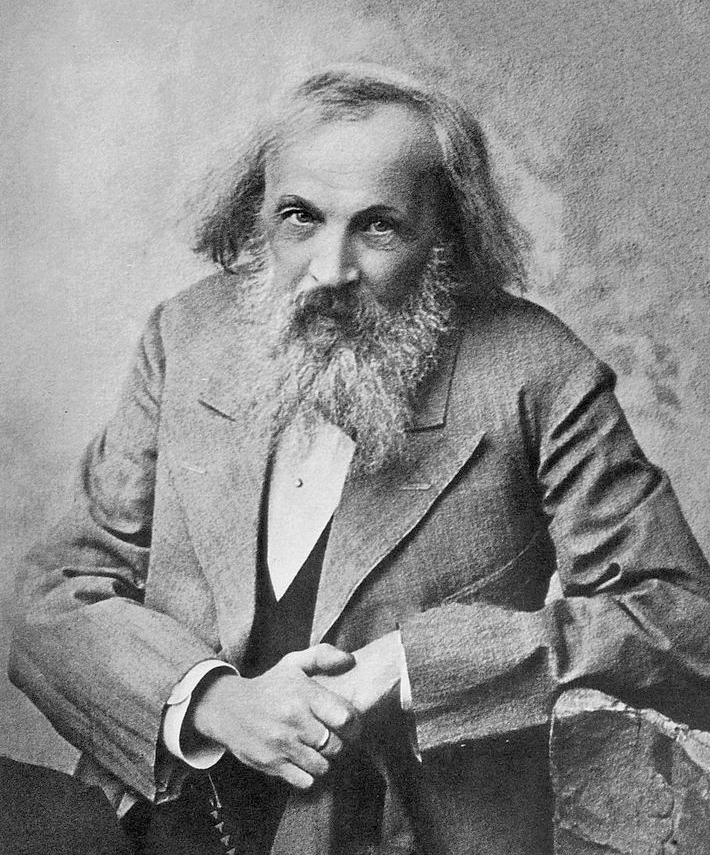
Mendeleev

Lothar Meyer y Dimitri Mendeleev ordenaron los elementos químicos según su peso atómico y capacidad de enlace en una tabla periódica. Esto facilitó la predicción del comportamiento químico de los elementos y la búsqueda de elementos desconocidos en el sistema.
Svante Arrhenius, Jacobus Henricus van 't Hoff y Wilhelm Ostwald reconocieron que las moléculas de ácidos, bases y sales están presentes en las soluciones acuosas en forma de iones. El descubrimiento de la disociación de sales y ácidos fue la base de importantes nuevos descubrimientos (por ejemplo, mecanismos de reacción, cinética) y métodos de medición (por ejemplo, medición del pH, conductometría) en química.